# Bredia
Bredia é um género botânico pertencente à família Melastomataceae.

## Espécies
Estão descritas as seguintes espécies:
- Bredia biglandularis C. Chen
- Bredia dulanica C.L. Yeh, S.W.Chung & T.C. Hsu
- Bredia esquirolii (H. Lév.) Lauener
- Bredia fordii (Hance) Diels
- Bredia hirsuta Blume
- Bredia laisherana C.L. Yeh & C.R. Yeh
- Bredia longiloba (Hand.-Mazz.) Diels
- Bredia microphylla H.L. Li
- Bredia oldhamii Hook. f.
- Bredia quadrangularis Cogn.
- Bredia sessilifolia H.L. Li
- Bredia yunnanensis (H. Lév.) Diels